# Chilatomaria australis
Chilatomaria australis là một loài bọ cánh cứng trong họ Cryptophagidae. Loài này được Blackburn miêu tả khoa học năm 1891.